# Коваль, Алла Петровна
Алла Петровна Коваль (9 марта 1923, с. Белозерье, теперь Черкасский район, Черкасская область — 16 мая 2009, Киев) — украинский  лингвист, доктор филологических наук (1972), профессор (1973). Автор многих научных и научно-популярных трудов по истории украинского языка, стилистике, культуре речи и тому подобное.

## Биографические сведения
Окончила Киевский университет (1945).
Работала учителем в поселках Микулинцы (1949) и Козлов (1950—1951) Тернопольской области.
С 1951 года — в Киевском университете: преподаватель филологического факультета, 1972—1989 — заведующий кафедрой стилистики факультета журналистики.
Похоронена в Киеве на Городском кладбище (Берковцы), участок 91.

## Труды
Автор научных и научно-популярных трудов и учебников по истории украинского литературного языка, стилистике, по культуре речи и тому подобное.
Среди трудов:
- Культура української мови (1964)
- Науковий стиль сучасної української літературної мови (1970)
- Культура ділового мовлення (1974)
- Крилаті вислови в українській літературній мові (1975) — співукладачка
- Українсько-хорватський або сербський словник (1979) — соавтор
- Практична стилістика сучасної української мови (1978)
- Слово про слово (1986)
- Життя і пригоди імен (1988)
- Спочатку було Слово: Крилаті вислови біблійного походження в українській мові (2001)
- Знайомі незнайомці: Походження назв поселень України (2001)

В 1964 году вышла в свет книга «1000 крылатых выражений украинского литературного языка: афоризмы, литературные цитаты, образные выражения». Составители — Алла Петровна Коваль, Виктор Викторович Коптилов.

## Память
В декабре 2010 года в Институте журналистики Киевского национального университета имени Тараса Шевченко состоялся Круглый стол памяти А. П. Коваль с участием её учеников, в частности Бориса Олейника, Вадима Крыщенко, многих известных журналистов, филологов, литераторов. В мероприятии приняла участие дочь А. П. Коваль — доцент Оксана Коваль.
25 марта 2011 года в Институте журналистики КНУ была проведена международная научно-практическая конференция «Язык. Общество. Журналистика», посвященная памяти профессора Аллы Коваль.